# Evgueni Tolstikov
Ievgueni Ivanovitch Tolstikov (en russe : Евгений Иванович Толстиков; 9 février 1913 – 3 décembre 1987) était un explorateur soviétique, décoré comme Héros de l'Union soviétique. Il mena la troisième expédition polaire soviétique en antarctique.
En 1954, déposé par 75° 48' N et 175° 25' W, il dirige une station dérivante. 

## Divers
- L'astéroïde (3357) Tolstikov fut nommé en son honneur.